# De Breuckbreen
Der De Breuckbreen ist ein etwa 7 km langer Gletscher im ostantarktischen Königin-Maud-Land. Im Gebirge Sør Rondane fließt er im westlichen Teil der Brattnipane.
Wissenschaftler des Norwegischen Polarinstituts benannten ihn 1988 nach dem US-amerikanischen Glaziologen William DeBreuck, einem Teilnehmer einer von 1959 bis 1961 dauernden belgischen Antarktisexpedition in das Königin-Maud-Land.